# Liste des compagnies aériennes d'Éthiopie
 (novembre 2022).
Cet article dresse une liste des compagnies aériennes opérant actuellement en Éthiopie. Ethiopian Airlines est, courant 2024, la seule compagnie basée en Éthiopie et proposant des vols réguliers, mais il existe huit compagnies charter, dont certaines pourraient étendre leurs activités aux vols réguliers, une nouvelle règlementation le facilitant,.
| Compagnie aérienne         | Image | Code IATA | Code OACI | Indicatif d'appel | Aéroport(s) Hub                           | Remarques                       |
| -------------------------- | ----- | --------- | --------- | ----------------- | ----------------------------------------- | ------------------------------- |
| AberdAir                   |       | AR        | ABA       | AberdAir          | Aéroport international d'Addis-Abeba Bole |                                 |
| Abyssinian Flight Services |       | AN        | ABY       | ABYSSINIAN        | Aéroport international d'Addis-Abeba Bole | Possède une académie d'aviation |
| Addis Air Cargo Services   |       |           | DDS       |                   |                                           | Cargo                           |
| Aquarius Aviation          |       |           |           |                   |                                           |                                 |
| East African Aviation      |       | 9Y*       | NAE       |                   | Aéroport international d'Addis-Abeba Bole |                                 |
| Ethiopian Airlines         |       | ET        | ETH       | ETHIOPIAN         | Aéroport international d'Addis-Abeba Bole | Possède une académie d'aviation |
| National Airways Ethiopia  |       | 9Y        | NAE       |                   | Aéroport international d'Addis-Abeba Bole |                                 |
| Midroc Aviation            |       |           |           |                   |                                           |                                 |
| Trans Nation Airways       |       | TT        | TNW       | TRANS-NATION      | Aéroport international d'Addis-Abeba Bole |                                 |
| Walya Airways              |       |           | EAW       |                   |                                           |                                 |
| Zemen Flying Services      |       |           |           |                   |                                           |                                 |